# Okręgowe rozgrywki w piłce nożnej woj. olsztyńskiego (1947)
Drużyny z województwa olsztyńskiego występujące w ligach centralnych i makroregionalnych:
- Mistrzostwa Polski – Kolejowy KS Olsztyn

Rozgrywki okręgowe:
- Klasa A - (II poziom rozgrywkowy)
- Klasa B (III poziom rozgrywkowy)

## Klasa A
| Poz. | Klub                | M  |
| ---- | ------------------- | -- |
| 1    | WKS/Sokół Ostróda   | 10 |
| 2    | Granica Olsztyn     | 10 |
| 3    | Pocisk Olsztyn      | 10 |
| 4    | Społem Olsztyn      | 10 |
| 5    | Warmiak/MSS Olsztyn | 10 |
| 6    | ZZK Ostróda         | 10 |

- Granica Olsztyn wycofała się po sezonie (zgłosiła się do klasy B)
- Społem Kętrzyn (b) wycofał się przed sezonem

### Klasa B
- 2 grupy

| Poz. | Klub                     |
| ---- | ------------------------ |
| 1    | WKS Pogoń Olsztyn        |
| ?    | WKS Nabój Olsztyn        |
| ?    | Pocztowiec Olsztyn       |
| ?    | Zeom Olsztyn             |
| ?    | Zryw Olsztyn             |
| ?    | OM TUR Kętrzyn           |
| ?    | ...                      |
| ?    | rezerwy drużyn z klasy A |

- w barażu o awans do klasy A Pogoń (zwycięzca grupy I) pokonała Nabój (zwycięzca grupy II)

### Turniej eliminacyjny o klasę A
- wzięły udział: Nabój (przegrany z barażu) oraz MSS Olsztyn i ZZK Ostróda (dwa ostatnie miejsca w klasie A)
- turniej wygrał ZZK Ostróda; MSS Olsztyn też awansował (Pogoń wycofała się z klasy A)